# هونغ آه ريوم
ونغ آه ريوم (بالكورية: 홍아름)‏ هي ممثلة كورية جنوبية. ولدت يوم 28 مارس 1989 في سول في كوريا الجنوبية.

## روابط خارجية
- هونغ آه ريوم على موقع IMDb (الإنجليزية)
- هونغ آه ريوم على موقع قاعدة بيانات الفيلم (الإنجليزية)